# Coma of Souls
Coma of Souls (Coma de las Almas) es el quinto álbum de estudio de la banda alemana de thrash metal, Kreator, lanzado en 1990. Fue reeditado en 2002, añadiendo las letras de los últimos cuatro temas del folleto. Fue el último disco antes que la banda comenzara a experimentar con influencias de otros géneros musicales. Además fue el primer álbum en el que estuvo Frank "Blackfire" tras su salida de Sodom.

## Lista de canciones
1. "When the Sun Burns Red" – 5:28
2. "Coma of Souls" – 4:18
3. "People of the Lie" – 3:15
4. "World Beyond" – 2:02
5. "Terror Zone" – 5:54
6. "Agents of Brutality" – 5:16
7. "Material World Paranoia" – 4:59
8. "Twisted Urges" – 2:46
9. "Hidden Dictator" – 4:47
10. "Mental Slavery" – 5:43

Música escrita por Kreator, letras por Mille Petrozza.

## Créditos
- Mille Petrozza – vocalista y guitarrista
- Frank "Blackfire" – guitarrista principal
- Rob Fioretti – bajista
- Jürgen "Ventor" Reil – baterista
- Producido por Randy Burns
- Mezclado por Randy Burns y Steve Heinke
- Arte por Andreas Marschall
- Producción Ejecutiva por Karl-U Walterbach